# Athanasia Tsoumeleka
Athanasia Tsoumeleka (em grego:  Αθανασία Τσουμελέκα) (Preveza, 2 de janeiro de 1982) é uma marchadora grega, campeã olímpica em Atenas 2004.

## Jogos Olímpicos
Começou a treinar para corridas de longa distância aos 11 anos de idade, inspirada pela vitória da compatriota Voula Patoulidou, nos 100 m c/ barreiras em Barcelona 1992, a primeira mulher grega a ganhar uma medalha de ouro no atletismo olímpico. Seu início na marcha atlética se deu de maneira acidental alguns anos depois, quando dirigentes de seu clube lhe pediram que participasse de um evento local de marcha, esperando que ela conseguisse ganhar alguns pontos para o clube. Sem qualquer preparo especial ou treinamento específico para a modalidade, Athanasia ganhou a prova.
Até 2003, ela era uma quase desconhecida no mundo dos grandes eventos da marcha atlética feminina de 20 km, chegando apenas em sétimo lugar no Mundial de Paris realizado naquele ano. Os últimos campeonatos mundiais haviam sido vencidos pelas atletas russas e chinesas, favoritas ao ouro em Atenas. Nos Jogos porém, ela surpreendeu. A russa Olimpiada Ivanova, recordista mundial, liderou a maior parte do percurso, mas, durante duas voltas em círculos em volta do estádio, Tsoumeleka assumiu a ponta, que manteve até o fim vencendo com 4s de vantagem. A medalha de bronze ficou com a australiana Jane Saville, que, quatro anos antes em Sydney, foi desclassificada no túnel de entrada do estádio, quando liderava a prova em busca da medalha de ouro em seu próprio país.
Em Pequim 2008, Tsoumeleka disputou a prova defendendo seu título, chegando apenas da nona posição. Ao fim dos Jogos, uma amostra de urina feita durante a competição deu positivo para eritropoietina, um hormônio glicoprotéico, depois de submetida a um segundo teste.  Ela expressou dúvidas sobre a validade dos exames e anunciou seu abandono do esporte. Em 29 de abril de 2009, foi anunciado novamente que ela tinha testado positivamente numa amostra de sangue recolhida durante os Jogos de Pequim. Em novembro de 2009, o Comitê Olímpico Internacional a desclassificou da nona posição conseguida em Pequim.